# 天外封鎖線
《天外封鎖線》（英語：Lockout，又稱作）是一部於2012年上映的法國科幻動作片，由史蒂芬·聖萊傑與詹姆斯·馬瑟執導，兩人也與盧·貝松共同完成劇本。電影主演包括蓋·皮爾斯、瑪姬·格蕾斯、文生·雷根、喬瑟夫·吉爾干、藍尼·詹姆士與彼得·史托馬。
該片2012年4月7日在布魯塞爾國際奇幻影展上首映，北美於2012年4月13日上映，2012年4月18日在法國上映。

## 劇情
故事設定於2079年，敘述被誤指控謀殺與內奸行為的特務史諾，被判入獄，他所待的是建立於外太空的堅固監獄「MS1」，裡面充滿著兇猛的罪犯。某日，美國總統女兒蜜莉登上監獄探查時，卻遭叛變的惡煞們挾持成人質。使得總統與史諾交易，以拯救女兒一任務來換取史諾的自由；但面對情勢混亂的局面與罪大惡極的罪犯，史諾想完成任務並不容易。

## 演員
- 蓋·皮爾斯飾演史諾（Snow）：前政府特務，因被誣陷謀殺而入獄。
- 瑪姬·格蕾斯飾演蜜莉·華諾克（Emilie Warnock）：美國總統的女兒。
- 文生·雷根飾演亞歷士（Alex）：引起監獄暴動的囚犯與領導者。
- 喬瑟夫·吉爾干飾演希迪爾（Hydell）：亞歷士的精神病弟弟和囚犯。
- 藍尼·詹姆士飾演哈利·蕭（Harry Shaw）：中央情報局特務。
- 彼得·史托馬飾演史考特·朗拉爾（Scott Langral）：美國特勤局負責人。

## 官司
2016年，導演約翰·卡本特向巴黎大審法院控告，聲稱《天外封鎖線》抄襲了他的《紐約大逃亡》和《洛杉磯大逃亡》。法院判卡本特勝訴，表示需要判給卡本特2萬歐元、1萬歐元給《紐約大逃亡》的編劇尼克·坎斯羅，以及5萬歐元給米高梅。2016年7月，判決賠償增至45萬歐元。

## 外部連結
- 官方网站
- 互联网电影数据库（IMDb）上《天外封鎖線》的资料（英文）
- 爛番茄上《天外封鎖線》的資料（英文）
- Box Office Mojo上《天外封鎖線》的資料（英文）
- 时光网上《太空一号》的資料（简体中文）
- 豆瓣电影上《太空一号》的資料 （简体中文）